# 苏珊·弗雷泽
苏珊·弗雷泽（英語：Susan Fraser，1966年7月15日—），英国女子曲棍球运动员。她曾代表英国参加1992年和1996年夏季奥林匹克运动会曲棍球比赛，其中1992年奥运会获得一枚铜牌。